# Braxgata HC
Maillots
Dernière mise à jour : 18 août 2013.
Le Braxgata H.C. est un club de hockey sur gazon belge installé à Boom, dans la banlieue d'Anvers. Fondé à la fin des années 1970 à Brasschaat (ville de laquelle il tient son nom), le club rejoint en 2004 les terrains du domaine provincial De Schorre à Boom. Le club se développe et progresse rapidement: depuis la saison 2009-2010, les équipes premières féminine et masculine du Braxgata évoluent toutes deux en division d'honneur du hockey belge. Aujourd'hui, le Braxgata compte environ 1 000 membres.

## Distinctions
En 2009, le Braxgata HC a été élu "club européen de l'année 2008" par l'EHF.

## Organisation de compétitions internationales
En 2007, le Braxgata a organisé le Champions Challenge, à l’occasion duquel des pays classés entre la 7e et la 13e place mondiale s’affrontaient. En août 2013, le Braxgata a accueilli les Championnats d'Europe de hockey sur gazon masculin et féminin.